# Canton de Saint-Avertin
Le canton de Saint-Avertin est un ancien canton français situé dans le département d'Indre-et-Loire et la région Centre.

## Administration
| Période | Période | Identité            | Étiquette    | Qualité                                                                |
| ------- | ------- | ------------------- | ------------ | ---------------------------------------------------------------------- |
| 1982    | 2001    | Robert Pouzioux     | DVD          | Entrepreneur de plomberie-chauffage Maire de Saint-Avertin (1983-2001) |
| 2001    | 2015    | Jean-Gérard Paumier | RPR puis UMP | Fonctionnaire Maire de Saint-Avertin (2001-2016)                       |

## Composition
Le canton de Saint-Avertin regroupait la commune suivante :
- Saint-Avertin

## Démographie
| 1982   | 1990   | 1999   | 2006   | 2011   | 2012   |
| ------ | ------ | ------ | ------ | ------ | ------ |
| 10 115 | 12 187 | 14 092 | 13 931 | 14 461 | 14 856 |

### Sources
1. ↑  Structure de la population du canton de 1968 à l'année de la dernière population légale connue
2. ↑  Fiches Insee - Populations légales du canton pour les années 2006, 2011, 2012